# 대한민국의 저수지 목록
대한민국의 저수지 목록은 대한민국의 저수지를 정리한 것이다.

## ㄱ
- 가북저수지
- 간월호
- 경천호
- 계룡저수지
- 고려저수지
- 고마저수지
- 고삼저수지
- 고풍저수지
- 광교저수지
- 광주호
- 괴연저수지
- 구룡저수지
- 금강호
- 금광저수지
- 금석제
- 금평저수지
- 기흥저수지

## ㄴ
- 나주호
- 남양호
- 내리저수지
- 내장저수지
- 능제저수지

## ㄷ
- 달창저수지
- 담양호
- 당지저수지
- 대가저수지
- 대동저수지
- 대아저수지
- 대율저수지
- 대호저수지
- 덕곡저수지
- 덕동저수지
- 덕우저수지
- 도림저수지
- 도원저수지
- 동화호

## ㅁ
- 마북저수지
- 마산저수지
- 마지저수지
- 묘곡저수지
- 무극저수지
- 미룡저수지

## ㅂ
- 반산저수지
- 반제저수지
- 백곡저수지
- 백룡제
- 백산저수지
- 백석저수지
- 백운저수지 (의왕시)
- 백운저수지 (광양시)
- 벽계저수지
- 벽골제
- 보령담수호
- 보문저수지
- 보성강댐
- 보청저수지
- 불갑저수지
- 비룡저수지

## ㅅ
- 삼가저수지
- 삽교호
- 상판저수지
- 서암저수지
- 석동저수지
- 설악저수지
- 성양저수지
- 성주댐
- 소포담수호
- 수산제
- 수양저수지
- 수청저수지
- 심곡저수지

## ㅇ
- 양촌저수지
- 양화저수지
- 예당저수지
- 오동저수지
- 오봉저수지
- 오어저수지
- 오태저수지
- 옥계저수지
- 옥연저수지
- 옥정호
- 옥천저수지
- 왕송호
- 용계저수지
- 용담댐
- 용설저수지
- 용암저수지
- 용연저수지
- 용화저수지
- 원남저수지
- 원창저수지
- 의림지
- 이동저수지
- 입곡저수지
- 입암저수지

## ㅈ
- 장성호 (저수지)
- 장수저수지
- 조성저수지
- 주남저수지

## ㅊ
- 청계저수지
- 청천저수지
- 청호저수지
- 초평저수지
- 추평저수지

## ㅌ
- 탑정저수지

## ㅍ
- 평암저수지
- 풍락지

## ㅎ
- 하곡저수지
- 학저수지
- 홍성담수호
- 흥덕저수지

## 같이 보기
- 부산광역시의 저수지 목록
- 대구광역시의 저수지 목록
- 인천광역시의 저수지 목록
- 광주광역시의 저수지 목록
- 대전광역시의 저수지 목록
- 울산광역시의 저수지 목록
- 경기도의 저수지 목록
- 강원도의 저수지 목록
- 충청북도의 저수지 목록
- 충청북도의 저수지 목록
- 전라북도의 저수지 목록
- 전라남도의 저수지 목록
- 경상북도의 저수지 목록
- 경상남도의 저수지 목록
- 제주특별자치도의 저수지 목록